# Холодная кровь
«Холодная кровь» (нем. Das Amulett des Todes) — западногерманский триллер.

## Сюжет
Коринна становится единственной свидетельницей того, как три человека преследуют четвёртого прямо перед её домом. Ранив его, они берут её в заложницы и заставляют ухаживать за раненым. Ей удаётся бежать вместе с раненым красавчиком Крисом и доставить его к доктору. Крис рассказывает Коринне свою историю: он был пилотом и наркокурьером и однажды сбежал от хозяев с полным чемоданом денег. Влюблённая Коринна присоединяется к беглецу, но злодеи идут за ними по пятам.

## В ролях
- Рутгер Хауэр — Крис
- Вера Чехова — Коринна
- Хорст Франк — Химмель (главарь)
- Вальтер Рихтер — Артур
- Гюнтер Штолль — Штази
- Вальтер Зедльмайр — Франц Грендель
- Андреас Манкопф — врач